# Tanarctus ramazzottii
Tanarctus ramazzottii är en djurart som tillhör fylumet trögkrypare, och som beskrevs av Jeanne Renaud-Mornant 1975. Tanarctus ramazzottii ingår i släktet Tanarctus och familjen Halechiniscidae. Inga underarter finns listade i Catalogue of Life.